# Astracantha adanica
Astracantha adanica là một loài thực vật có hoa trong họ Đậu. Loài này được (Ivan.) Greuter miêu tả khoa học đầu tiên năm 1986.